# Prismopora concava
Prismopora concava is een mosdiertjessoort uit de familie van de Hexagonellidae. De wetenschappelijke naam van de soort is voor het eerst geldig gepubliceerd in 1915 door Mather.